# VJA
VJA（ブイジェイエイ）は、Visaの日本におけるメンバーの一つである。三井住友カードをはじめとする全国の主な銀行・金融機関系カード会社61社で組織する企業連合である。
VJA及びVJA株式会社の2つの組織から成る。

## 概要

### VJA
1980年に当時の株式会社住友クレジットサービス（現在の三井住友カード株式会社）が日本で初の国内外共通のVisaカードを発行した。同年に日本におけるVisaカード発行会社の統括機関としてビザ・ジャパン株式会社（VISAジャパン株式会社）を設立し、1983年に同社をビザ・ジャパン協会（VISAジャパン協会）へ改組、2006年に現在の名称に変更した。
このような経緯から、VJAは「Founding Visa Member」（創業Visaメンバー）と称しているが、2020年にオムニカード協会の業務を継承し、現在はMastercardブランドに関する業務も行っている。
VJAは独自のロゴマークが存在するが、カードの券面には描かれていない（Visa・Mastercardのロゴマークが描かれている）。加盟店にはVisa・Mastercardのロゴマークが、現金自動預払機(ATM)・現金自動支払機(CD)にはVisaのロゴマークがそれぞれ掲示されている。VJAのロゴマークはウェブサイトや「VJAギフトカード」で見る事が出来る。

### VJA株式会社
VJA株式会社（法人番号：8010401006471）は、2020年4月1日に（旧）VJA株式会社（法人番号：8010401024903）を吸収合併し、オムニカード株式会社から現在の商号に変更した。
VJAグループ各社が発行するVisaカード・Mastercardカード及び三井住友カード株式会社が発行する「三井住友カード(CL)」の台紙は、VJA株式会社名義で郵送される（付帯カードを含む）。

## 沿革
・1980年5月 - ビザ・ジャパン株式会社を設立。ブラザーカンパニーのVisaカード業務参加開始。
・1983年9月 - ビザ・ジャパン協会を設立し、ビザ・ジャパン株式会社の業務を承継。
・1986年11月 - 「VISA太平洋クラブ・マスターズ」の主催3社の1社として開催。
・1988年10月 - コーポレートメンバー部会発足。
・1989年1月 - Visa・Mastercardのデュアル発行の本格化により、オムニカード協会を設立、Mastercard業務参加開始。
・1990年7月 - カードフェイスにパルテノン神殿デザインを採用。
・2020年4月 - VJAがオムニカード協会の業務を承継。

## VJAグループ
VJAグループ各社が発行するカードの会員数は、2020年3月末現在で約4344万人、2021年3月末現在で約4591万人であり、日本に於いてJCBグループに次ぐ規模である。

### VJAグループの一覧
VJAに加盟している各社（ブラザーカンパニーと呼称している）の一覧。
| 名称                       | Visa | Mastercard |
| -------------------------- | ---- | ---------- |
| 三井住友カード             | Yes  | Yes        |
| 東京クレジットサービス     | Yes  | Yes        |
| りそなカード               | Yes  | Yes        |
| 道銀カード                 | Yes  | No         |
| あおぎんカードサービス     | Yes  | No         |
| いわぎんクレジットサービス | Yes  | No         |
| 七十七カード               | Yes  | Yes        |
| 秋田国際カード             | Yes  | No         |
| 東邦クレジットサービス     | Yes  | No         |
| 群銀カード                 | Yes  | Yes        |
| むさしのカード             | Yes  | No         |
| スルガカード               | Yes  | Yes        |
| 北陸カード                 | Yes  | No         |
| 北国クレジットサービス     | Yes  | Yes        |
| 三十三カード               | Yes  | Yes        |
| 池田泉州VC                 | Yes  | Yes        |
| 南都カードサービス         | Yes  | Yes        |
| 紀陽カード                 | Yes  | Yes        |
| ごうぎんクレジット         | No   | No         |
| 中銀カード                 | Yes  | No         |
| やまぎんカード             | Yes  | Yes        |
| 阿波銀カード               | Yes  | Yes        |
| 九州カード                 | Yes  | Yes        |
| FFGカード                  | Yes  | No         |
| 鹿児島カード               | Yes  | No         |
| 大東クレジットサービス     | Yes  | No         |
| 京葉銀カード               | Yes  | No         |
| みなとカード               | Yes  | Yes        |
| 高知カード                 | Yes  | Yes        |
| 三井住友トラスト・カード   | Yes  | Yes        |
| 三井住友トラストクラブ     | Yes  | Yes        |
| しんきんカード             | Yes  | Yes        |
| 東北しんきんカード         | Yes  | Yes        |
| 中部しんきんカード         | Yes  | No         |
| 近畿しんきんカード         | Yes  | Yes        |
| 中国しんきんカード         | Yes  | Yes        |
| 四国しんきんカード         | Yes  | No         |
| 九州しんきんカード         | Yes  | No         |
| 秋田銀行                   | Yes  | No         |
| 東邦銀行                   | Yes  | No         |
| 群馬銀行                   | Yes  | No         |
| 北國銀行                   | Yes  | No         |
| スルガ銀行                 | Yes  | No         |
| 山陰合同銀行               | Yes  | Yes        |
| 中国銀行                   | Yes  | No         |
| 福岡銀行                   | Yes  | Yes        |
| 佐賀銀行                   | Yes  | Yes        |

#### バンクカードサービス
| 名称         | Visa | Mastercard |
| ------------ | ---- | ---------- |
| 青森銀行     | Yes  | No         |
| 北都銀行     | Yes  | No         |
| 荘内銀行     | Yes  | No         |
| 筑波銀行     | Yes  | No         |
| きらぼし銀行 | Yes  | No         |
| 横浜銀行     | Yes  | Yes        |
| 但馬銀行     | Yes  | No         |
| 伊予銀行     | Yes  | No         |
| 四国銀行     | Yes  | No         |
| 筑邦銀行     | Yes  | No         |
| 沖縄銀行     | Yes  | No         |

### VJAグループに共通するサービス
VJAグループでは、VJAグループに共通するサービスと、各社が独自に提供するサービスが存在する。ここでは、VJAグループに共通するサービスについて記述する。

#### VJデスク
海外の主要な都市に設けられている電話サービスで、現地のホテルやレストランの紹介・予約、交通機関の案内やクレジットカードの盗難対応・医療案内などに日本語で利用する事が出来るサービスである。
業務はツーリストインターナショナルアシスタンスサービス株式会社及び株式会社JTBグローバルアシスタンスに委託している。
VJAグループの内、三井住友トラストクラブ株式会社を除く各社の会員が利用する事が出来る。また、株式会社NTTドコモ、株式会社ゴールドポイントマーケティング、ポケットカード株式会社（Visaに限る）、JFRカード株式会社（Visaに限る）、東急カード株式会社（Visaに限る）の会員もそれぞれ利用する事が出来る。

#### VJトラベルデスク
ツーリストインターナショナルアシスタンスサービスに業務を委託し提供する旅行の予約・手配サービスである。電話で申し込む形となるが、料金が最大8%引となる。

#### VJシュープリーム・セレクション
ゴールド以上の会員に提供される旅行プランである。旅行業者に直接申し込む形となる。

#### VJロードサービス
VJAグループで提供するロードサービスである。VJAグループの内、三十三カード、九州カード、山陰合同銀行などが取り扱っている。
年会費は税込825円であるが、ゴールド・プラチナの各カードの会員は無料となる。
尚、三井住友カード株式会社は、MS&ADグランアシスタンス株式会社と提携し「三井住友カード ロードサービス」を提供している。

#### VJタクシーチケット
タクシーチケットである。VJAグループの内、一部を除く各社の会員が利用する事が出来る。
20枚綴で発行手数料は税込330円。但し、プラチナ・ゴールド・プライムゴールド・エグゼクティブの各カードの会員は発行手数料が無料となる。

#### Vpass
支払金額の照会や支払方法の変更などをインターネットで行う事が出来るサービスである。
1999年に当時の株式会社住友クレジットサービス（現在の三井住友カード株式会社）の会員を対象にVp@ssClubとして開始し、後に現在の名称に変更した。VJAグループの内、三井住友トラストクラブ株式会社を除く各社の会員が利用する事が出来る。また、三井住友カードにプロセシング業務を委託している天満屋カードサービス株式会社、株式会社ペルソナの会員も利用する事が出来る。
なお、モバイルVpassは、2018年5月28日を以て終了した。但し、三井住友カード株式会社は、同年5月21日に終了している。

#### Vpassアプリ
Vpassで提供される情報を閲覧する事が出来るアプリケーションソフトウェア（モバイルアプリケーション）である。VJAグループの内、一部を除く各社の会員が利用する事が出来る。
尚、VJAグループ各社が提供する「VJAグループVpassアプリ」と三井住友カード株式会社が提供する「三井住友カードVpassアプリ」は別物であるので、注意する必要がある。

##### VJAグループVpassアプリ
VJAグループの内、三井住友カード株式会社・三井住友トラストクラブ株式会社・あおぎんカードサービス株式会社・株式会社鹿児島カード・株式会社高知カード・株式会社北國銀行を除く各社の会員が利用する事が出来る。
2016年6月29日から提供され、2021年7月7日にリニューアルされた。iOS 11.0 以降及び Android 5.0 以降に対応する。

##### 三井住友カードVpassアプリ
三井住友カード株式会社では2014年から提供し、2015年及び2019年にリニューアル、2020年に機能を拡充した。 iOS 12.0 以降及び Android 6.0 以降に対応する。

#### ポイントUPモール
インターネットショッピングの際にポイントUPモールを経由してアクセスすると、通常より多くポイントを貯める事が出来る。
2006年に三井住友カードが開始し、後に他のVJAグループ各社に拡がった。VJAグループの内、三井住友トラストクラブ・北国クレジットサービス・中銀カード・やまぎんカード・北國銀行・スルガ銀行・沖縄銀行を除く各社の会員が利用する事が出来る。また、SMBCファイナンスサービス・ゆうちょ銀行の会員も利用する事が出来る。

#### ココイコ!
2013年に三井住友カードがポイントUPモールのサービスとして「お店でショッピング」を開始し、2016年に「ココイコ!」に変更、2018年に他のVJAグループ各社に拡がった。VJAグループの内、三井住友トラストクラブ・あおぎんカードサービス・北陸カード・北国クレジットサービス・中銀カード・やまぎんカード・高知カード・北國銀行・スルガ銀行・横浜銀行・但馬銀行・沖縄銀行を除く各社の会員が利用する事が出来る。
株式会社デジタルガレージと提携しサービスを提供している。

#### 空港ラウンジサービス
プラチナ・ゴールド・プライムゴールドの各カードの会員が利用する事が出来るサービスである。また、SMBCファイナンスサービス株式会社が発行するプラチナカード（Visaに限る）及びゴールドカード（Visa及びMastercardに限る）の会員（一部を除く）も利用する事が出来る。
次の空港その他飛行場に設けられたラウンジを利用する事が出来る。
- 新千歳空港
- 函館空港
- 旭川空港
- 青森空港
- 秋田空港
- 仙台空港
- 成田国際空港
- 東京国際空港
- 新潟空港
- 富山空港
- 小松飛行場
- 静岡空港
- 中部国際空港
- 大阪国際空港
- 関西国際空港
- 神戸空港
- 岡山空港
- 広島空港
- 美保飛行場
- 出雲空港
- 山口宇部空港
- 徳島飛行場
- 高松空港
- 松山空港
- 福岡空港
- 北九州空港
- 長崎空港
- 大分空港
- 熊本空港
- 宮崎空港
- 鹿児島空港
- 那覇空港
- ダニエル・K・イノウエ国際空港

#### ワールドプレゼント
VJAグループの内、三井住友トラストクラブ株式会社を除く各社が採用するポイントサービスである（三井住友カード株式会社は一部の法人カードのみ採用している）。提携先のポイントサービスを採用している提携カードなど対象とならないものもある。
クレジットカードのショッピングの利用額が1000円毎に1ポイントが貯まる。追加カード・サービス（一部を除く）を用いるショッピングの利用でも同様である。但し、次の利用はポイントの付与の対象とはならない。
- 国民年金の保険料の納付
- 楽天Edy株式会社の「楽天Edy」へのチャージ
- 東日本旅客鉄道株式会社（JR東日本）の「モバイルSuica」（Appleが提供する Apple Pay のSuicaを含む）へのチャージ及び定期券・Suicaグリーン券の購入
- 株式会社パスモの「モバイルPASMO」（Appleが提供する Apple Pay のPASMOを含む）へのチャージ
- 西日本旅客鉄道株式会社（JR西日本）の「SMART ICOCA」へのチャージ
- 株式会社セブン・カードサービスの「nanaco」へのチャージ
- WAONへのチャージ[35]

  - りそなカードの「りそなカードWAON」
  - むさしのカードの「むさしのカードWAON」
  - 北陸カードの「北陸カードWAON」
  - 三十三カードの「三十三カードWAON」
  - 紀陽カードの「紀陽カードWAON」
  - 九州カードの「KYUSHU CARD WAON」
  - 京葉銀カードの「京葉銀カードWAON」
  - 三井住友トラスト・カードの「三井住友トラストカードWAON」
  - しんきんカードの「しんきんカードWAON」
  - 中部しんきんカードの「中部しんきんカードWAON」
  - 近畿しんきんカードの「近畿しんきんカードWAON」
  - 中国しんきんカードの「中国しんきんカードWAON」
  - 山陰合同銀行の「ごうぎんカードWAON」
  - 北都銀行の「＜北都＞ブライトワンWAON」
  - 荘内銀行の「＜荘銀＞ブライトワンWAON」
  - 筑波銀行の「つくばバンクカードWAON」
  - 但馬銀行の「たんぎんカードWAON」
- 三井住友カード株式会社が発行するプリペイドカードの購入及びチャージ

#### 情報誌
情報誌として、以下の3誌が出版されている。
「VISA」Visaブランドの会員用（「はれ予報」対象社の会員を除く）
「MY LOUNGE」Mastercardブランドの会員用（「はれ予報」対象社の会員を除く）
「はれ予報」しんきんカード・東北しんきんカード・中部しんきんカード・近畿しんきんカード・中国しんきんカード・四国しんきんカード・九州しんきんカードの会員用
「VISA」「MY LOUNGE」は、年間定期購読料が税込1980円で、年6回発行される（2022年1+2月号から）。「はれ予報」は、年間定期購読料が税込2750円で、年10回発行される。但し、プラチナ・ゴールドの各会員には無料で送付される（三井住友カードが発行する「三井住友カード プラチナプリファード」「三井住友カード ゴールド(NL)」「三井住友カード プライムゴールド」などは対象外）。

## ギフトカード
VJAグループでは、次のギフトカードを取り扱っている。
- VJAギフトカード
- VJAトラベルギフトカード

## イメージキャラクター
- 愛華みれ （1993年 -）
- 春野寿美礼 （2001年 -）
- 音月桂 （2007年 - 2012年）
- 明日海りお （2012年 - 2019年）
- 永久輝せあ （2019年 -）[37]

## 脚註
1. 1 2 3 4  “VJA設立の経緯”. 2017年5月6日閲覧。
2. ↑  “インフォメーション”. 2021年9月18日閲覧。
3. 1 2 3  『三井住友カードおよびVJAから日本ユニセフ協会へ寄付を実施』（プレスリリース）。
4. ↑  “訪日外国人向けWEBメディア「JOURNEY of JAPAN」で広島特集を開始｜ニュースリリース一覧｜会社案内｜クレジットカードの三井住友カード株式会社”. クレジットカードの三井住友VISAカード. 2022年6月1日閲覧。
5. ↑  smbccardの投稿（2312737295424149） - Facebook
6. ↑  “VJA設立の経緯”. VJA.   VJA株式会社. 2025年8月11日閲覧。
7. ↑  法人としては、オムニカード株式会社（法人番号：8010401006471）がVJA株式会社（法人番号：8010401024903）を吸収する形となっている。
8. ↑  クレジットカードの番号や有効期限などが記載されているがカードは含まれない。
9. 1 2  “VJAの組織”. 2020年6月28日閲覧。
10. ↑  “VJA(Mastercard)各社のご案内”. 2020年5月24日閲覧。
11. 1 2 3 4 5 6 7 8 9 10 11 12 13 14 15 16 17  加盟店業務のみ。
12. ↑  個人カードは、新規の申込を受け付けていない。 (PDF)
13. 1 2 3 4 5 6 7 8  新規の申込を受け付けていない。
14. ↑  個人カードは、新規の申込を受け付けていない。
15. ↑  新規の申込を受け付けていない。
16. ↑  “VJロードサービス（会員証用）”. 2022年1月15日閲覧。
17. ↑  “VJロードサービス”. 2022年1月15日閲覧。
18. ↑  “三井住友カード　ロードサービス”. 2018年7月14日閲覧。
19. 1 2 3  “沿革”. 2020年7月12日閲覧。
20. ↑  Vpass
21. ↑  Vpass
22. ↑  モバイルVpass
23. ↑  “セキュリティ強化に伴うVpassご利用環境変更のご案内と携帯電話（フィーチャーフォン）向けサービス「モバイルVpass」終了のお知らせ”. 2018年7月14日閲覧。
24. ↑  “スマートフォン用無料アプリケーション「VJAグループVpassアプリ」の提供を開始！”. 2018年11月25日閲覧。
25. ↑  “2021年7月7日　「VJAグループVpassアプリ」をリニューアルしました！”. 2021年9月18日閲覧。
26. ↑  『三井住友カード、会員向けスマホアプリ「Vpassアプリ」を大幅リニューアル』（プレスリリース）。
27. ↑  『三井住友銀行アプリ／三井住友カード Vpassアプリが「2019年度グッドデザイン賞」を受賞』（プレスリリース）。
28. ↑  『三井住友カード、会員向け「Vpassアプリ」を進化させ、更なる「便利」と「安心・安全」を実現する機能を拡充』（プレスリリース）。
29. ↑  セディナポイントUPモール
30. ↑  JP BANK カード ポイントUPモール
31. ↑  『三井住友カード、CLO手法を取り入れたカード決済連動型加盟店送客サービス「ココイコ！」を開始』（プレスリリース）。
32. ↑  『加盟店送客サービス「ココイコ！」利用対象会員の拡大による全国へのキャッシュレス化推進』（プレスリリース）。
33. ↑  “空港ラウンジ”. 2019年4月14日閲覧。
34. ↑  “空港ラウンジ”. 2019年4月14日閲覧。
35. ↑  各カードのWAON発行者（バリューイシュア）は、イオンリテール株式会社である。
36. ↑  “情報誌「VISA」「MY LOUNGE」発行回数変更のお知らせ”. 2022年1月15日閲覧。
37. ↑  『新イメージキャラクターに、宝塚歌劇団「永久輝 せあ」さんを起用！』（プレスリリース）。